# 巨噬鬍鯰
巨噬鬍鯰，為輻鰭魚綱鯰形目塘虱魚科的其中一種，分布於亞洲馬來半島淡水流域，體長可達17.6公分，棲息在底層水域，生活習性不明。

## 扩展阅读
維基物種上的相關：巨噬鬍鯰